# 熱海トリックアート迷宮館
熱海トリックアート迷宮館（あたみトリックアートめいきゅうかん）は、静岡県熱海市曽我山の熱海城の敷地内に2013年6月15日に開館した娯楽施設。前身は、前月の5月6日まで営業していた熱海城別館・熱海人形館。

## 概要
トリックアート約50点を展示しており、展示品による錯視を利用した体験や写真撮影が可能となっている。
入場料は大人1000円、小人500円。（熱海城との共通券なら、大人1700円、小人850円。）

## アクセス
- 東京方面からは、国道135号より錦ヶ浦トンネルを左折。伊東方面からは、国道135号より錦ヶ浦トンネルを右折。
- 熱海駅からタクシー利用10分。
- 伊豆東海バス多賀車庫前行き錦ヶ浦から徒歩10分。または、伊豆箱根バス熱海港行き熱海港で下車、アタミロープウェイの駅から3分。